# Francium
Francium, aangeduid met het symbool Fr, is het scheikundige element met atoomnummer 87. Het is een sterk radioactief alkalimetaal met een metalliek donkergrijze kleur. Francium komt voor op aarde, maar in bijzonder kleine hoeveelheden.

## Ontdekking
Francium is in 1939 ontdekt door de Franse fysica Marguerite Perey van het Curie-instituut in Parijs. Zij ontdekte het element tijdens het bestuderen van de radioactieve vervalproducten van actinium.
Het element is genoemd naar het land waarin het ontdekt is.
Tijdens de jaren 1970 is er bij CERN onder leiding van Sylvain Lieberman onderzoek verricht naar de atoomstructuur van francium. Voor de productie van voldoende onderzoeksmateriaal is gebruikgemaakt van de isotopenscheider ISOLDE. Dit onderzoek heeft geresulteerd in kaarten met energieniveaus en gedetailleerde informatie over de structuren van enkele franciumisotopen.

## Toepassingen
Tot op heden zijn er weinig industriële toepassingen van francium bekend. Soms wordt het bij radiologisch onderzoek in combinatie met radium gebruikt als neutronenbron.

## Opmerkelijke eigenschappen
Francium is het zwaarste van de alkalimetalen. Doordat de levensduur van francium bijzonder kort is, komt het op aarde nauwelijks voor en zijn er weinig eigenschappen van bekend. Het kan gesynthetiseerd worden door thorium te bombarderen met protonen. Chemisch gezien vertoont francium de meeste overeenkomsten met cesium.

## Verschijning
Francium ontstaat in de aardkorst uit het alfaverval van actinium. Aangezien dat een zeer traag proces is en franciumisotopen een zeer korte levensduur hebben, is de totale hoeveelheid francium op aarde altijd zeer klein en wordt geschat op 25 tot 30 gram. Het wordt alleen aangetroffen in uraniummineralen.

## Isotopen
| Iso   | RA (%) | Halveringstijd | VV | VE (MeV) | VP    |
| ----- | ------ | -------------- | -- | -------- | ----- |
| 212Fr | syn    | 20 m           | α  | 5,117    | 208At |
| 223Fr | 100    | 22 m           | β− | 1,149    | 223Ra |

Er zijn 33 franciumisotopen bekend, die allemaal instabiel zijn. Het langstlevende en tevens enige natuurlijk voorkomende isotoop is 223Fr en heeft een halveringstijd van 22 minuten.

## Toxicologie en veiligheid
Over de mogelijk schadelijke gevolgen van francium is niets bekend, echter, omdat de andere alkalimetalen heftig reageren met water, wordt aangenomen dat ook francium dit zal doen.